# Shadow DN5
O  DN5/DN5B  é o modelo da Shadow nas temporadas de 1975, 1976 e 1977 da F1. Foi guiado por Jean-Pierre Jarier, Tom Pryce e Renzo Zorzi.